# Станіслав Нецкарж
Станіслав Нецкарж (чеськ. Stanislav Neckář; 22 грудня 1975, м. Пісек, ЧССР) — чеський хокеїст, захисник. 
Вихованець хокейної школи ХК «Чеське Будейовіце». Виступав за ХК «Чеське Будейовіце», «Детройт Вайперс» (ІХЛ), «Оттава Сенаторс», «Нью-Йорк Рейнджерс», «Фінікс Койотс», «Тампа-Бей Лайтнінг», «Нашвілл Предаторс», «Мілвокі Адміралс» (АХЛ), ХК «Седертельє».
В чемпіонатах НХЛ — 510 матчів (12+41), у турнірах Кубка Стенлі — 29 матчів (0+3). В чемпіонатах Чехії — 54 матчі (5+11), у плей-оф — 3 матчі (0+0). У чемпіонатах Швеції — 36 матчів (0+3), у плей-оф — 6 матчів (1+0).
У складі національної збірної Чехії учасник чемпіонату світу 1996 (8 матчів, 1+3), учасник Кубка світу 1996 (5 матчів, 2+3). У складі молодіжної збірної Чехословаччини учасник чемпіонату світу 1993. 
Досягнення
- Чемпіон світу (1996)
- Володар Кубка Стенлі (2004)
- Бронзовий призер молодіжного чемпіонату світу (1993).